# Nordische Skiweltmeisterschaften 1926/Teilnehmer (Lettland)
| Goldmedaillen | Silbermedaillen | Bronzemedaillen |
| ------------- | --------------- | --------------- |
| —             | —               | —               |

Lettland wurde bei den vom Internationalen Skiverband rückwirkend zu den 3. Nordischen Skiweltmeisterschaften erklärten FIS-Rennen von 1926 in Lahti in Finnland von einem Athleten vertreten.
Der lettische Teilnehmer, der Leichtathlet Arthur Motmiller (lettisch: Artūrs Motmillers) war für die beiden Wettbewerbe im Skilanglauf gemeldet. Im Wettbewerb über die Distanz von 30 km musste er das Rennen vorzeitig beenden, über die Langdistanz von 50 km ging er nicht an den Start.

## Teilnehmer und Ergebnisse
| Sportler          | Verein od. Ort            | Skilanglauf 30 km | Skilanglauf 50 km | Skispringen K-40 | Nord. Komb. K-40/15 km |
| ----------------- | ------------------------- | ----------------- | ----------------- | ---------------- | ---------------------- |
| Artūrs Motmillers | Armijas Sporta Klubs Rīga | DNF               | DNS               | –                | –                      |